# Meiothecium mediopapillatum
Meiothecium mediopapillatum är en bladmossart som beskrevs av J. Fröhlich 1953. Meiothecium mediopapillatum ingår i släktet Meiothecium och familjen Sematophyllaceae. Inga underarter finns listade i Catalogue of Life.